# Eumecurus angustiformis
Eumecurus angustiformis är en insektsart som först beskrevs av Rauno E. Linnavuori 1953.  Eumecurus angustiformis ingår i släktet Eumecurus och familjen kilstritar. Inga underarter finns listade i Catalogue of Life.